# Folke Frölén
Karl Folke Frölén (* 25. Februar 1908 in Eskilstuna; † 6. November 2002 in Umeå) war ein schwedischer Vielseitigkeitsreiter.

## Werdegang
Frölén nahm mit seinem Pferd Fair an den Olympischen Sommerspielen 1952 in Helsinki teil und errang dort beim Vielseitigkeitsreiten im Mannschaftswettkampf die Goldmedaille. Im Einzel belegte er den 15. Platz.